# Bangladés en los Juegos Paralímpicos de Pekín 2008
Bangladés estuvo representado en los Juegos Paralímpicos de Pekín 2008 por un deportista masculino. El equipo paralímpico bangladesí no obtuvo ninguna medalla en estos Juegos.